# Minami (actrice)
Pour les articles homonymes, voir Minami (homonymie).
Minami Bages (バージュ美波, Bāju Minami), connue professionnellement sous le nom de Minami (美波) est une actrice franco-japonaise.

## Biographie
Minami est née à Tokyo, au Japon, le 22 septembre 1986. Sa mère est japonaise et son père français. Elle fait ses débuts au cinéma à l'âge de 13 ans dans le film Battle Royale où elle interprète le personnage de Keiko Onuki, l'ancienne petite amie de Shôgo Kawada dans des flash-back. En 2018, elle joue dans Voyage à Yoshino avec Juliette Binoche et, en 2020, dans Minamata avec Johnny Depp.

### Carrière
Au début de sa carrière, Minami est employée par Horipro, une agence japonaise géante de mannequins et de tarento. En 2006, elle tient son premier rôle principal dans le film japonais Humoresque: Sakasama no chō. 
Ses centres d'intérêts incluent le piano et les films français ; elle est également très sportive et s'intéresse au basket. Elle a joué dans plus de films que de drama ; comme Tōbō kuso tawake, Les Lamentations de l'agneau, Robo ☆ Rock et Detroit Metal City. Elle a également joué dans le spécial Hanazakari no kimitachi e, dans lequel elle incarne un personnage nommé Julia. 
En 2007, dans le drama Yūkan Club où elle tient le rôle de Yuri Kenbishi, elle partage la vedette avec Jin Akanishi et Junnosuke Taguchi de KAT-TUN.
En 2014, Minami s'installe pour quatre ans à Paris avec le soutien du Ministère Japonais de la Culture pour suivre les cours de l'école internationale de théâtre Jacques Lecoq,.
Les films Voyage à Yoshino (2018), où elle partage l'affiche avec Juliette Binoche, et Minamata (2020), où elle apparaît avec Johnny Depp, développent sa carrière à l'international. 
En 2019, elle tient également dans Tezuka's Barbara — adaptation en film du manga Barbara d'Osamu Tezuka par le fils de celui-ci — le rôle de la fiancée délaissée du héro.

### Modèle
Dans les années 2000 et début des années 2010, Minami travaille comme mannequin pour les magazines de mode japonais, et dans des magazines tels que mina, SEDA, Phat Photo, Dolce Vita, 26ans, le site web de Shiseido Majolica Majorica. Elle figure dans de nombreuses publicités pour Shiseido et Lotte Pione. Sa carrière dans le mannequinat se termine au milieu des années 2010.

## Filmographie

### Courts métrages
- 2015 : Rhinocéros de Minami : la femme
- 2018 : Coraçao vagabundo de Frédéric Bayer Azem[5]
- 2018 : Minami et les trous noirs de Marc-Antoine Vaugeois[6] : Minami
- 2019 : Tomoko de Margaux Esclapez : Tomoko

### Films
- 2000 : Battle Royale (バトル・ロワイアル, Batoru rowaiaru?) de Kinji Fukasaku : Keiko Onuki (flash back)
- 2001 : Les Lamentations de l'agneau (羊のうた, Hitsuji no uta?) de Junji Hanadō (ja) : Yo Yaegashi
- 2002 : Sangeki-kan: Yumeko (惨劇館 夢子?) de Tsutomu Kuboyama : Yumeko Okuyo
- 2003 : Mana ni dakarete (マナに抱かれて?) de Satoshi Isaka (ja) : Emi
- 2004 : Mondai no nai watashitachi (問題のない私たち?) de Toshiyuki Morioka (ja) : Maria Shiozaki
- 2005 : Tomie: Revenge (富江 REVENGE?) d'Ataru Oikawa : Saki
- 2006 : Humoresque: Sakasama no chō (ユモレスク〜逆さまの蝶〜, Yumoresuku: Sakasama no chō?) de Yuki Inomata (ja) : Sonny
- 2007 : Sakuran (さくらん?) de Mika Ninagawa : Wakagiku
- 2007 : Tōbō kuso tawake (逃亡くそたわけ?) de Keita Motohashi (ja) : Hanachan
- 2007 : Robo ☆ Rock (ROBO☆ROCK?) de Taikan Suga (ja) : Kiriko
- 2008 : Detroit Metal City (デトロイト・メタル・シティ?) de Toshio Lee (ja) : Nina
- 2010 : Vengeance Can Wait (乱暴と待機, Ranbō to taiki?) de Masanori Tominaga (ja) : Nanase
- 2012 : Afro Tanaka (アフロ田中, Afuro Tanaka?) de Daigo Matsui (ja) : Sacchan
- 2011 : Mirokurōze (ミロクローゼ?) de Yoshimasa Ishibashi (ja) : la narratrice
- 2013 : Shazai no ōsama (謝罪の王様?) de Nobuo Mizuta (ja) : Lilly
- 2014 : Otona doroppu (大人ドロップ?) de Ken Iizuka (ja) : Lilly
- 2014 : Otoko no isshō (娚の一生?) de Ryūichi Hiroki : Maho Sanjoji
- 2015 : Hokori to gensō (ホコリと幻想?) de Satoshi Suzuki (ja) : Miki
- 2018 : Voyage à Yoshino (Vision) de Naomi Kawase : Hana
- 2019 : Tezuka's Barbara (ばるぼら, Barubora?) de Makoto Tezuka : Shigaki Satomi
- 2020 : Minamata de Andrew Levitas : Aileen Smith

### Drama
- 2004 : Cheer Heaven (天国への応援歌 チアーズ〜チアリーディングにかけた青春〜?) : Miho Tamura
- 2007 : Getsuyou Golden (月曜ゴールデン?)
- 2007 : Operation Mystery Second File (怪奇大作戦 セカンドファイル?) : Saori Ogawa
- 2007 : Yūkan Club (有閑倶楽部, Yūkan kurabu?) : Yuri Kenbishi
- 2008 : Loss Time Life (ロス:タイム:ライフ?) : Yukari Yoshida
- 2008 : Save the Future ・ Boku no shima / Kanojo no sango (Save the Future ・ 僕の島 / 彼女のサンゴ?) : Shiori Inoue
- 2009 : Hanazakari no Kimitachi e (花ざかりの君たちへ〜イケメン♂パラダイス〜?) : Julia Maxwell
- 2009 : OL Nippon (OLにっぽん?) : Sakura Yabe
- 2009 : The Quiz Show (ザ・クイズショウ?) : Mika
- 2010 : Trick Shinsaku Special 2 (Trick 新作スペシャル2?) : Kikushi Sasaki
- 2011 : Karyū no utage (下流の宴?) : Tamao Miyagi
- 2011 : Human Metamorphosis (人間昆虫記?) : Toshiko Tomura
- 2011 : Yōjū mameshiba (幼獣マメシバ?) : Yoshiko Kitajo
- 2012 : Person of Destiny (運命の人?) : Michi Jahana